# Antic Cafe
Antic Cafe (アンティック－珈琲店－, アンティック カフェ), també anomenat Antique Cafe o simplement An Cafe, és un grup musical de Visual/Oshare Kei originari de la Regió de Kantō al Japó.
És un dels principals exponents en l'actualitat d'un estil que va eixir dins de l'estil Visual, conegut com a Oshare Kei, amb música molt més alegre i menys fosca que el Visual Kei, i també amb aparença més infantil. El conjunt també fou conegut per la seva constant innovació, que va de les influències gòtiques franceses a exponents de Visual tradicional.

## Integrants
- Miku (みく) - Vocalista. Nom real: Akiharu Tsukiyama (築山明治, Tsukiyama Akiharu) (5 de gener de 1984). Grup sanguini: A. Família: Pare, mare, germana menor; i un hàmster anomenat Miruku (Milk)
- Kanon (カノン) - Baix. Nom real: Shinya Sano (佐野真哉, Sano Shinya) (5 de juliol de 1984). Grup sanguini: O. Família: Pare, mare, àvia, germana gran, germà petit; i també té un gos anomenat Yukito
- Teruki (輝喜) - Bateria. Nom real: Teruki Nagata (永田輝喜, Nagata Teruki) (8 de desembre de 1981). Afició: prendre banys (banyar-se). Grup sanguini: A. Família: Pare, mare i dues germanes grans
- Bou (坊) - ex-guitarrista.[2] Nom real: Kazuhiro Saitō (斉藤和弘, Saitō Kazuhiro) (16 de setembre de 1983). Grup sanguini: O. Família: Pare, mare i germana gran. Afició: gitar-se a dormir
- Yuuki (ゆうき) - Teclat (29 d'agost de 1974). Aficions: emborratxar-se sempre que pot. Menjar favorit: llepolies, picants, i menjars forts, el teriyaki, etc.
- Takuya - Guitarra (9 de febrer de 1988). Grup sanguini: A. Banyar-se (Prendre banys) relaxadament. Menjar favorit: Fruita

## Discografia

### Àlbums
1. Amedama Rock (飴玉ロック, Amedama Rokku) (23 de febrer, 2005)
2. Shikisai Moment (色彩モーメント, Shikisai Mōmento) (9 de novembre, 2005)
3. Magnya Carta (マグニャカルタ) (29 de novembre, 2006)
4. BB Parallel World (9 de setembre, 2009)
5. AN CAFE BEST ALBUM (9 de desembre, 2009)

### Àlbums en col·laboració
- Shelly Tic -Cafe- (Shelly Tic -珈琲店-) (11 de gener, 2005)

### Senzills
1. Candy Holic (キャンデーホリック) (24 de març, 2004)
2. √69 (9 de juny, 2004)
3. Komou ~Cosmos~ (孤妄 ～コスモス～) (24 de novembre, 2004)
4. Karakuri Hitei (カラクリ否定) (30 de març, 2005)
5. Tekesuta Kousen (テケスタ光線, Tekesuta Kōsen) (20 de juliol, 2005)
6. Escapism ~Amai Milk wo Sutta Kohitsuji-chan~ (エスカピズム～甘いミルクを吸った子羊ちゃん～) (24 d'agost, 2005)
7. Merry Making ~Dekoboko na Mainichi to, Aikawarazu na Bokura~ (メリメイキング～凸凹な毎日と、あいかわらずな僕ら～) (21 de setembre, 2005)
8. 10's Collection March (10's コレクション マァチ, 10's Korekushon Māchi) (1 de març, 2005)
9. BondS ~Kizuna~ (BondS ～絆～) (17 de maig, 2006)
10. Smile Ichiban Ii Onna (スマイル一番イイ♀) (20 de setembre, 2006) - 3.190 còpies venudes
11. Snow Scene (スノーシーン) (18 d'octubre, 2006)
12. Kakusei Heroism ~THE HERO WITHOUT A "NAME"~ (覚醒ヒロイズム～THE HERO WITHOUT A "NAME"～) (22 d'agost, 2007)
13. Ryuusei Rocket (7 de novembre, 2007)

### Demos
- Opening (オープ●ング) (17 de juny, 2003)
- Uzumaki Senshokutai (ウズマキ染色体) (2 de juliol, 2003)

### DVD
- LIVE CAFE (ライカ・カフェ) (2004)
- LIVE CAFE 20051203 Shikisai Aon (色彩亜音) at SHIBUYA O-EAST (2006)
- LIVE CAFE 2006 · Natsu "Yagai de Nyappy" (LIVE CAFE 2006･夏「野外でニャッピー」) (2007)
- error: {{nihongo}}: Cal text en japonès o romaji (help) (2007)

## El món d'Antic Cafe

### Nom del grup musical
Al món occidental -o principalment fora del Japó- ha sorgit bastant confusió respecte a la traducció/transliteració del nom del grup. El seu nom original en japonès és アンティック－珈琲店－, mescla de katakana d'Antikku i kanji, pronunciat com Kohi-ten o Kofi-ten, que significa "Botiga de Cafè", encara que el furigana atorgat oficialment per a aquests kanjis és カフェ, és a dir Cafè. Anteriorment, al seu lloc oficial d'internet el nom de la banda també estava escrit com アンティック カフェ, que romanitzat literalment es tradueix com Antikku Cafe, i aquest és més que res el nom que ha portat la confusió. "Antikku", que normalment es tradueix en la traducció romaji-anglès per "Antique", ha fet que la majoria dels fans, principalment de llengua materna anglesa, reconeguin aquesta com la forma correcta de romanitzar el nom de la banda. Però el katakana アンティック també pot romanitzar-se com a "Antic", i aquesta és la forma en la que suposadament la banda vol ser coneguda. A l'únic lloc on ha aparegut de forma oficial el nom de la banda en alfabet llatí és a la portada del senzill "Komou ~Cosmos~", on es veu clarament escrit ANTIC CAFE, amb el nom en japonès escrit a la part de baix. A banda d'això, la majoria dels fans a nivell mundial -fins i tot al Japó- els coneixen simplement com An Cafe, una forma reduïda d'Antic Cafe.

### Vocabulari d'An Cafe
La banda ha creat les seues pròpies definicions per a alguns conceptes, i fins i tot han inventat paraules mencionades a les seues cançons. Les més conegudes són "NYAPPY" (ニャッピー), una tipus informal d'escriure la paraula anglesa Happy, que regularment és utilitzada per convocar a concerts que ells mateixos realitzen, a banda de les dues cançons que s'han anomenat NYAPPY in the world, amb una primera i segona part. Una altra de les seves paraules típiques és "Cafekko" (カフェっ仔), que és la manera en què es refereixen als seus seguidors.
Part del seu vocabulari, esta vegada no literal, és l'ús de l'emoticona o(≧∀≦)o, utilitzat de forma recurrent, i més recentment a l'últim àlbum de la banda: Magnya Carta.